# تری ۲۱۹۵۲
سیارک ۲۱۹۵۲ (به انگلیسی: 21952 Terry، نامگذاری:1999VD165) بیست و یک هزار و نهصد و پنجاه و دومین سیارک کشف شده‌است که در ۱۴ نوامبر ۱۹۹۹ کشف شد.
قدر مطلق سیارک برابر ۱۸.۶ است.